# Palpita crococosta
Palpita crococosta là một loài bướm đêm trong họ Crambidae.